# Die Natürlichen Pflanzenfamilien Nachtr.
Die Natürlichen Pflanzenfamilien (abreviado Nat. Pflanzenfam.) es un trabajo científico con ilustraciones y descripciones botánicas que fue escrito por Karl Anton Eugen Prantl conjuntamente con Heinrich Gustav Adolf Engler y publicado en Leipzig, en forma de serie en los años 1887-1915, con el nombre de Naturlichen Pflanzenfamilien. Nachträge zum II bis IV Teil. 

## Publicación
- Serie nº 1, p. [1]-96, Jul 1897; p. 97-192, Aug 1897; p. 193-288, Oct 1897; p. 289-336, Nov. 1897; p. 337-380 [i], Dec 1897. Nachtr.
- Serie nº 2 [i-iii] [1]-84, 8 Oct 1900; Nachtr.
- Serie nº 3 [1]-96, Apr 1906; p. 97-192, Nov 1906; p. 93-288, Jun 1907; p. 289-379, Feb 1908; [i, cont.], [i-iii] t.p. Nactr. 2/3 [i], Feb 1908. Nachtr.
- Serie nº 4 [1]-96, Apr 1914; p. 97-192, Jun 1914; p. 193-288, Jan 1915 or Dec 1914; p. 289-381, [i], Sep 1915